# Haplochernes insulanus
Haplochernes insulanus är en spindeldjursart som beskrevs av Beier 1957. Haplochernes insulanus ingår i släktet Haplochernes och familjen blindklokrypare. Inga underarter finns listade i Catalogue of Life.